# LGBT práva v Severním Kypru
Stejnopohlavní sexuální aktivita je v Severním Kypru legální od 7. února 2014, přičemž předchozí legislativa ji trestala odnětím svobody v délce trvání 3 let dle § 171 a 173 trestního zákoníku. Ženská homosexualita byla legální.K posledním uloženým trestům za homosexualitu došlo r. 2011.
Zákony pocházely z období britské kolonizace a jednalo se o jakýsi pozůstatek z této éry po získání nezávislosti v 60. letech. Zatímco Kypr dekriminalizoval homosexualitu r. 1998 jako podmínku pro přijetí do Evropské unie r. 2004, toto sporné území tento krok neuznalo stejně jako členství v EU.
Úvahy o zrušení zákonů proti mužské homosexualitě se objevovaly od r. 2006. V říjnu 2011 europoslankyně Marina Yannakoudakis uvedla, že během své návštěvy Severního Kypru jí severokyperský prezident Derviş Eroğlu slíbil, že se zasadí o legalizaci homosexuality, a Severní Kypr se tím pádem vydá stejnou cestou jako zbytek Evropy a Turecko v homosexuální problematice. V prosinci 2011 bylo oznámeno, že v důsledku vzrůstajícího tlaku severokyperští zákonodárci zruší veškeré zákony kriminalizující homosexualitu a prezident Derviş Eroğlu se sám dušoval, že tento krok podpoří.
Nová legislativa se zpozidla kvůli dvěma žalobám proti Severnímu Kypru u Ústavního soudu a Evropského soudu pro lidská práva. Ihned po jejich vyřešení zdejší premiér zpracoval novelu zákona v dubnu 2013 o zrušení § 171, 172 a 173 Oddílu 157 Trestního zákoníku. Ačkoli se očekávalo, že novela projde hned při prvním čtení, tak stejně na poprvé neprošla.
V říjnu 2013 se novela zákona dekriminalizující mužskou homosexualitu znovu projednávala a 27. ledna 2014 jí Shromáždění Republiky Severní Kypr odhlasovalo. Novela se nakonec dostala k prezidentovi Eroğlu, který ji přesně tak, jak sliboval, schválil.
Pakliže by Severní Kypr zákony proti homosexualitě nezrušil, Evropský soud pro lidská práva by jeho případ vyšetřoval jako porušení Článku 8 Evropské úmluvy o lidských právech.
27. ledna 2014 Shromáždění Republiky Severní Kypr po svém kladném stanovisku k dekriminalizaci mužské homosexuality učinilo ze Severního Kypru poslední evropský stát, který dekriminalizoval dobrovolnou sexuální aktivitu mezi muži. Nový zákon nabyl účinnosti a byl zároveň publikován hned 7. února 2014.
V zemi funguje současně mnoho nevládních organizací usilujících o legalizaci stejnopohlavních manželství. V r. 2012 Komunální demokratická strana zpracovala první návrh zákona o genderově-neutrálních manželství, ale neuspěla u vládnoucí Národní jednoty.

## Veškeré zákony týkající se LGBT osob
| Legální stejnopohlavní styk                                                              | (2014)                                            |
| Věk způsobilosti k pohlavnímu styku stejný pro obě orientace                             | (2014)                                            |
| Anti-diskriminační zákony v zaměstnání                                                   | (2014)                                            |
| Anti-diskriminační zákony ve zboží a službách                                            | (2014)                                            |
| Anti-diskriminační zákony v ostatních oblastech (zločiny z nenávisti, projevy homofobie) | (2014)                                            |
| Stejnopohlavní manželství                                                                | No                                                |
| Jiná forma stejnopohlavního soužití                                                      | No                                                |
| Adopce dítěte partnera                                                                   | No                                                |
| Společná adopce                                                                          | No                                                |
| Gayové mohou otevřeně sloužit v armádě                                                   | [ 10 ]                                            |
| Možnost změny pohlaví                                                                    | No                                                |
| Umělé oplodnění pro lesbické ženy                                                        | No                                                |
| Náhradní mateřství pro gay páry                                                          | (Žádná právní úprava ani pro heterosexuální páry) |